# Cantón de Aguirre
Cantón de Aguirre är en kanton i Costa Rica.   Den ligger i provinsen Puntarenas, i den centrala delen av landet, 60 km söder om huvudstaden San José. Den ändrade namnet 2015 till Quepos.